# Sint-Marthakerk (Den Haag)
De Sint-Marthakerk is een rooms-katholieke kerk in Den Haag.

## Geschiedenis
De Marthakerk staat aan de Hoefkade in de Schilderswijk. De kerk werd tussen 1908 en 1909 gebouwd naar een ontwerp van Nicolaas Molenaar sr. In deze jaren groeide Den Haag sterk doordat (katholieke) Brabanders naar de stad toe trokken. De kerk werd in 1909 in gebruik genomen en gewijd aan de heilige Martha. In 1924 werd de kerk vergroot door Nicolaas Molenaar jr., zoon van de oorspronkelijke architect. Tevens werd een nieuwe toren aangebouwd.
In de jaren 1960 liep het kerkbezoek in de Schilderswijk sterk terug. Andere kerken zoals de Sint-Jozefkerk werden afgebroken, maar de Marthakerk bleef open. De bevolkingssamenstelling van de wijk veranderde sterk in de jaren 1970 en 1980 en de oorspronkelijke autochtone bewoners trokken weg. Nieuwe katholieke migranten uit alle delen van de wereld kwamen in de Schilderswijk wonen en maakten ook gebruik van de Marthakerk, die daardoor weer bestaansrecht kreeg.
In april 2009 werd het 100-jarig jubileum gevierd. De Marthakerk wordt tot op heden gebruikt door de Sint-Willibrordparochie.

## Het gebouw
Nicolaas Molenaar sr. ontwierp een hallenkerk in neogotische stijl. Zijn ontwerp was gebaseerd op de Grote Kerk in het centrum van Den Haag. De Marthakerk heeft drie transepten en gesloten zijkapellen aan beide zijden van het koor.
Het interieur werd versierd met decoratieve schilderingen, onder meer op het houten tongewelf van het schip en de zijkappellen. De gemetselde pilaren zijn bekleed met gekleurde leisteen. De vensters zijn voorzien van glas-in-loodramen. Bijzondere elementen van de inventaris zijn de beelden van het Heilig Hart en Maria, de gebeeldhouwde kuip van de preekstoel en de neogotische communiebank, die allemaal onder de monumentenstatus vallen.
In 1924 werd de kerk door Molenaar jr. uitgebreid met een extra travee aan de zuidelijke entree en de toren met zadeldak. Boven de ingang bevindt zich het grote roosvenster, met daaronder 7 kleine spitsboogvensters.
Tussen 2005 en 2009 werd het interieur en exterieur van de Marthakerk geheel gerestaureerd. Het gebouw is een Rijksmonument.
De kerk hoort sinds 2015 bij de parochie Maria Sterre der Zee. 

## Referentie
- DenHaag.nl - Gemeente Den Haag financiert restauratie, Restauratie Marthakerk in Schilderswijk voltooid
- Kerk in Den Haag - Buurtfeest Marthakerk 18 april in Schilderswijk[dode link]
- Informatie over rijksmonumentnummer 459793